# Gabriel Zaklika Wolski
Gabriel Zaklika Wolski herbu Jelita – stolnik kamieniecki w latach 1673–1683, stolnik łukowski w 1670 roku, skarbnik kamieniecki w latach 1669–1672, pułkownik Jego Królewskiej Mości w 1674 roku.
Poseł na sejm konwokacyjny 1668 roku z ziemi halickiej. Był członkiem konfederacji generalnej zawiązanej 15 stycznia 1674 roku na sejmie konwokacyjnym. Poseł na sejm koronacyjny 1676 roku.
W 1674 roku był elektorem Jana III Sobieskiego z województwa ruskiego.